# Sapli-Sépingo
Sapli-Sépingo  è una città e sottoprefettura della Costa d'Avorio appartenente al dipartimento di Bondoukou. Conta una popolazione di 8 204 abitanti (censimento 2014).